# Ogyris doddi
Ogyris doddi är en fjärilsart som beskrevs av Waterhouse och Charles Lyell 1914. Ogyris doddi ingår i släktet Ogyris och familjen juvelvingar. Inga underarter finns listade i Catalogue of Life.